# 2022년 UEFA 챔피언스리그 결승전
2022 UEFA 챔피언스리그 결승전은 UEFA 챔피언스리그의 67번째 결승전이자 현재의 대회명으로 개명 후 30번째 결승 경기이다. 2022년 5월 28일 프랑스 파리 (생드니)의 스타드 드 프랑스에서 잉글랜드 클럽 리버풀과 스페인 클럽 레알 마드리드의 경기가 예정되어 있다. 두 팀이 유러피언컵 결승전에서 만난 것은 1981년과 2018년에 이어 세 번째로, 두 팀이 세 차례 결승을 치른 것은 이번이 처음이다.
결승전은 원래 독일 뮌헨 알리안츠 아레나에서 열릴 예정이었다. 그러나 2020년 결승전의 연기 및 이전으로 인해 결승전 개최지가 1년 뒤로 밀려났고, 그 결과 2022년 결승전은 상트페테르부르크의 크레스토프스키 스타디움으로 치러질 예정이었다.
2022년 2월, UEFA는 진행 중인 러시아-우크라이나 위기로 인해 상트페테르부르크를 결승전 개최지에서 제외하는 것을 고려할 것이라고 확인했다. 2월 24일 러시아의 우크라이나 침공 이후, UEFA는 집행 위원회의 임시 회의를 소집했으며, 이 회의에서 공식적으로 러시아에서 경기를 중단할 것으로 예상되었다. 하루 후, UEFA는 결승전이 프랑스 파리 바로 북쪽에 있는 생드니의 스타드 드 프랑스로 옮겨질 것이라고 확인했다. UEFA 챔피언스리그 결승전이 경기장에서 열리는 것은 2000년과 2006년 결승전을 개최한 이후 세 번째다.
또한, 이 경기의 승리 팀은 2022년 UEFA 슈퍼컵에서 2021-22년 UEFA 유로파리그 우승 팀과 경기를 펼치게 된다.

## 개최지
결승전은 원래 독일 뮌헨의 알리안츠 아레나에서 수여되었다. 그러나 코로나-19 대유행으로 인해 2020년 결승전이 이스탄불의 아타튀르크 올림픽 스타디움에서 리스본의 에스타디오 다 루스로 이전되어야 했을 때 알리안츠 아레나는 2023년 결승전으로 이전되었다. 또한 2022년 결승전은 원래 2021년 결승전 개최 장소로 선정되었던 상트페테르부르크의 크레스토프스키 스타디움으로 이전되었다.
2022년 2월 러시아의 우크라이나 침공 이후, UEFA는 2월 25일 집행 위원회의 긴급 회의를 조직하고 결승전을 생드니의 스타드 드 프랑스로 옮기기로 결정했다. 대체 개최지로 제안된 다른 도시는 암스테르담, 바르셀로나, 뮌헨 및 로마였다. 프랑스는 2006년 이후로 UEFA 챔피언스리그 결승전을 개최한 적이 없다.

### 개최지 선정
UEFA는 2021년 UEFA 챔피언스리그, UEFA 유로파리그, UEFA 여자 챔피언스리그 결승전 개최지를 선정하기 위해 2018년 9월 28일 공개 입찰 프로세스를 시작했다. 협회는 2018년 10월 26일까지 관심을 표명하고 서류를 입찰해야 했다. 2019년 2월 15일까지 제출해야 한다.
UEFA는 2018년 11월 1일 두 협회가 2021년 UEFA 챔피언스리그 결승전 개최에 관심을 표명했으며 2019년 2월 22일 두 협회가 마감일까지 서류를 제출했다고 발표했다.
| 국가   | 경기장                | 도시             | 수용규모 | Notes |
| ------ | --------------------- | ---------------- | -------- | --- |
| 독일   | 알리안츠 아레나       | 뮌헨             | 70,000   | Hosted the 2012 UEFA Champions League Final, matches at the 2006 FIFA World Cup and hosted matches at the UEFA Euro 2020 |
| 러시아 | 크레스토프스키 경기장 | 상트페테르부르크 | 67,800   | Hosted matches at the 2017 FIFA Confederations Cup, at the 2018 FIFA World Cup and hosted matches at the UEFA Euro 2020  |

크레스토프스키 스타디움은 2019년 9월 24일 슬로베니아 류블랴나에서 열린 회의에서 UEFA 집행위원회에 의해 선정되었으며 2021년과 2023년 UEFA 챔피언스리그 결승전 개최국도 임명되었다.
2020년 6월 17일, UEFA 집행위원회는 유럽의 COVID-19 전염병으로 인한 2020 결승전의 연기 및 이전으로 인해 상트페테르부르크에서 2022 결승전을 대신 개최할 것이라고 발표하였다.

## 결승으로 가는 길
Note: 아래 모든 결과들에서, 결승 진출팀의 스코어는 먼저 표기된다(H: 안방; A: 원정).
| 순위 | 팀                  | 경기 | 승점 |
| ---- | ------------------- | ---- | ---- |
| 1    | 리버풀              | 6    | 18   |
| 2    | 아틀레티코 마드리드 | 6    | 7    |
| 3    | 포르투              | 6    | 5    |
| 4    | AC 밀란             | 6    | 4    |

| 순위 | 팀                | 경기 | 승점 |
| ---- | ----------------- | ---- | ---- |
| 1    | 레알 마드리드     | 6    | 15   |
| 2    | 인테르 밀라노     | 6    | 10   |
| 3    | 셰리프 티라스폴   | 6    | 7    |
| 4    | 샤흐타르 도네츠크 | 6    | 2    |

## 경기
| 리버풀 | 0 - 1 | 레알 마드리드           |
| ------ | ----- | ----------------------- |
|        |       | 59′ 비니시우스 주니오르 |

| 리버풀 | 레알 마드리드 |

| GK          | 1  | 알리송                    |     |     |
| RB          | 66 | 트렌트 알렉산더아널드     |     |     |
| CB          | 5  | 이브라히마 코나테         |     |     |
| CB          | 4  | 버질 판 데이크            |     |     |
| LB          | 26 | 앤드루 로버트슨           |     |     |
| CM          | 14 | 조던 헨더슨 (주장)        |     | 77′ |
| CM          | 3  | 파비뉴                    | 62′ |     |
| CM          | 6  | 티아고 알칸타라           |     | 77′ |
| RF          | 11 | 모하메드 살라             |     |     |
| CF          | 10 | 사디오 마네               |     |     |
| LF          | 23 | 루이스 디아스             |     | 65′ |
| 교체선수:   |    |                           |     |     |
| GK          | 62 | 퀴빈 켈러허               |     |     |
| DF          | 12 | 조 고메즈                 |     |     |
| DF          | 21 | 코스타스 치미카스         |     |     |
| DF          | 32 | 조엘 마티프               |     |     |
| MF          | 7  | 제임스 밀너               |     |     |
| MF          | 8  | 나뷔 케이타               |     | 77′ |
| MF          | 15 | 앨릭스 옥슬레이드체임벌린 |     |     |
| MF          | 17 | 커티스 존스               |     |     |
| MF          | 67 | 하비 엘리엇               |     |     |
| FW          | 9  | 호베르투 피르미누         |     | 77′ |
| FW          | 18 | 미나미노 다쿠미           |     |     |
| FW          | 20 | 디오구 조타               |     | 65′ |
| 감독:       |    |                           |     |     |
| 위르겐 클롭 |    |                           |     |     |

| GK              | 1  | 티보 쿠르투아       |  |       |
| RB              | 2  | 다니 카르바할       |  |       |
| CB              | 3  | 에데르 밀리탕       |  |       |
| CB              | 4  | 다비트 알라바       |  |       |
| LB              | 23 | 페를랑 멘디         |  |       |
| CM              | 10 | 루카 모드리치       |  | 90′   |
| CM              | 14 | 카제미루            |  |       |
| CM              | 8  | 토니 크로스         |  |       |
| RF              | 15 | 페데리코 발베르데   |  | 86′   |
| CF              | 9  | 카림 벤제마 (주장)  |  |       |
| LF              | 20 | 비니시우스 주니오르 |  | 90+3′ |
| 교체선수:       |    |                     |  |       |
| GK              | 13 | 안드리 루닌         |  |       |
| DF              | 6  | 나초                |  |       |
| DF              | 12 | 마르셀루            |  |       |
| MF              | 17 | 루카스 바스케스     |  |       |
| MF              | 19 | 다니 세바요스       |  | 90′   |
| MF              | 22 | 이스코              |  |       |
| MF              | 25 | 에두아르도 카마빙가 |  | 86′   |
| FW              | 7  | 에덴 아자르         |  |       |
| FW              | 11 | 마르코 아센시오     |  |       |
| FW              | 18 | 가레스 베일         |  |       |
| FW              | 21 | 호드리구            |  | 90+3′ |
| FW              | 24 | 마리아노            |  |       |
| 감독:           |    |                     |  |       |
| 카를로 안첼로티 |    |                     |  |       |

- 최우수 선수: 티보 쿠르투아 (레알 마드리드)

| 부심: 니콜라 다노 (프랑스) 시릴 그랭고르 (프랑스) 대기심: 브누아 바스티앵 (프랑스) 비디오 보조심판(VAR): 제롬 브리자르 (프랑스) 보조 비디오 보조심판(VAR): 윌리 들라조 (프랑스) 마시밀리아노 이라티 (이탈리아) 필리포 멜리 (이탈리아) | 경기 규칙 - 전후반 90분 동안 경기를 진행한다. - 전후반 90분 상황에서 동점이면 연장전 30분을 진행한다. - 연장전에서도 동점이면 승부차기를 진행한다. - 교체 선수 명단은 12명까지 올릴 수 있으며 한 팀당 최대 5명까지 교체할 수 있다. 연장전에 들어간 경우에는 최대 6명까지 교체할 수 있다. 각 팀에게는 3번의 선수 교체 기회가 주어지며 연장전에 한해 4번째 선수 교체 기회가 주어진다. 단 하프타임, 연장전 시작 이전, 연장전 하프타임에 일어난 선수 교체는 제외된다. |

## 같이 보기
- 2021-22년 UEFA 챔피언스리그
- 2022 UEFA 유로파리그 결승전
- 2022 UEFA 유로파컨퍼런스리그 결승전
- 2022년 UEFA 슈퍼컵